# Jeronim Isidor Chimy
Jeronim Isidor Chimy OSBM (* 12. März 1919 in 
Radway, Kanada; † 19. September 1992 in New Westminster) war Bischof der ukrainisch griechisch-katholischen Eparchie New Westminster.

## Leben
Jeronim Isidor Chimy wurde im Jahre 1919 in der kanadischen Ortschaft Radway, in Zentral-Alberta gelegen, geboren. Mit fünfundzwanzig Jahren wurde Chimy am 29. Juni 1944 im Basilianerorden des heiligen Josaphat zum Priester geweiht. 
Die Ernennung zum Bischof von New Westminster erfolgte am 27. Juni 1974. Am 5. September 1974, im Alter von fünfundfünfzig Jahren, fand die feierliche Bischofsweihe in der ukrainisch griechisch-katholischen Eparchie New Westminster statt. Bei der Bischofsweihe fungierten als Hauptkonsekratoren Erzbischof Maxim Hermaniuk, ihm zur Seite standen als Mitkonsekratoren Erzbischof Ambrozij Andrew Senyshyn und Bischof Neil Nicholas Savaryn.
Chimy leitete, bis zu seinem Tod am 19. September 1992, insgesamt achtzehn Jahre lang die Eparchie New Westminster. Insgesamt war Bischof Jeronim Isidor Chimy achtundvierzig Jahre lang im pastoralem Dienst tätig gewesen. Während seiner Amtszeit als Bischof war er Hauptkonsekrator von Paul Patrick Chomnycky und Mitkonsekrator von Myron Michael Daciuk gewesen.